# Andrew Murtha
Andrew Murtha (Parramatta, 19 ottobre 1965) è un ex pattinatore di short track australiano.

## Palmarès
Olimpiadi
- Bronzo a Lillehammer 1994 (staffetta)